# Real Club Celta de Vigo
O Real Club Celta de Vigo (Em galego, Real Clube Celta de Vigo) é um clube de futebol sediado na cidade de Vigo, na Galiza (noroeste da Espanha). Foi fundado em 23 de agosto de 1923 com a fusão de dois clubes, o Real Vigo Sporting e o Real Fortuna. Atualmente disputa a Primeira Divisão Espanhola. Os seus jogos em casa são disputados no Estádio Balaídos, que tem uma capacidade para receber 29.000 espectadores.
O Celta é um dos 11 clubes com mais de 55 temporadas na Primeira Divisão do Campeonato Espanhol. Na Copa do Rei da Espanha foi 3 vezes finalista 1948,1994 e 2001, tendo alcançado as semifinais da competição 8 vezes. A nível continental, disputou oito edições da Copa UEFA/Liga Europa e uma edição da Liga dos Campeões,(2003/04), Conquistou o seu primeiro título europeu em 2000, a Taça Intertoto da UEFA.

## História

### As origens
No início do século XX, os fãs de Vigo foram divididos entre duas equipes, o Vigo Sporting e o Fortuna de Vigo. Mas por que uma cidade como Vigo, capital do futebol galego, não poderia unir forças e criar uma única equipe, mais poderosa? Esta foi a pergunta que foi feita no início dos anos 20 por alguns dos homens mais influentes da cidade. Nesse época, já começou a se falar sobre a fusão do Vigo Sporting e o Fortuna de Vigo como a forma mais satisfatória e positiva para alavancar o futebol de Vigo.
Entre os homens que defendiam a criação de um único clube estavam Manuel de Castro 'Handicap' e o advogado John Baliño Ledo, que seriam os principais promotores da fusão. Depois de inúmeras reuniões, algumas delas em segredo, pelos administradores de ambas as equipes, e após diligências adequadas pela Federação Galega de Futebol, em 22 de junho de 1923, a assembleia nacional da federação aprovou por unanimidade a fusão, dando um período de pouco mais de dois meses para confeccionar a regulamentação da nova entidade.
Então começou o trabalho para encontrar um nome e um uniforme adequado para um clube que nasceria em breve.  Depois de algumas propostas, o nome do clube foi apresentado: Celta de Vigo (embora o nome 'Breogán' ter sido um dos que mais agradaram). Além disso foi solicitado ao Rei Alfonso XIII a denominação "real". Embora no início ter se falado nas cores vermelho e preto para o uniforme, logo os dirigentes do RCCelta Vigo decidiram pela azul celeste, cor da bandeira galega.
Um novo clube, maior, mais forte e com 64 jogadores. Um número surpreendente de atletas, resultado de uma fusão de duas equipes.

### 1923-1930

#### As primeiras partidas amistosas
A partida de apresentação da equipe seria em 16 de setembro de 1923 no Campo de Coia, frente a equipe portuguesa do Boavista, o resultado da partida foi de 8 a 2 pró Vigo. Em seguida o Cracóvia atual campeão polaco na época, vencido pela equipe galega também. Celta de Vigo, logo com alguns meses de idade já demonstrava grande potência.

#### Primeira competição oficial
Pela primeira vez o Celta de Vigo ingressava em uma competição oficial (Campeonato Galego) em 7 de outubro de 1923. Com um número limitado de equipes regionais (Eiriña de Pontevedra, Unión Sporting e Racing de Ferrol), os celtistas conseguiram vitória após vitória. Os números mostram, 29 gols a favor e apenas 3 contra, em seis jogos.

#### Estréia em competição nacional
Em 23 março de 1924 o Real Clube Celta de Vigo estreou pela primeira vez numa competição nacional, a Copa da Espanha. No primeiro encontro foi contra o até então atual campeão, Athletic Bilbao. O resultado foi um empate depois do árbitro ter anulado dois gols injustamente. O jogo de volta, no San Mamés foi outro desastre. O Celta perdeu por 6-1, com uma atuação da arbitragem muito discutida.

#### Primeira vez contra o Deportivo da Corunha
Temporada 1924/1925. O Celta enfrenta pela primeira vez o Deportivo em um torneio oficial. O Celta saiu derrotado por 3-0. Mas no jogo de volta, realizado em Coia no dia 8 de janeiro de 1925, serviu para o Celta recuperar o resultado. Ruiz, Juanito, Pasarín, Bienvenido, Balbino, Hermida, Reigosa, Gerardito, Chicha, Polo e Casal foram os onze que conseguiram derrotar o Deportivo por 3-0. Ao final da temporada o Celta de Vigo se sagrou novamente o campeão do Campeonato da Galiza, embora não sem esforço e luta, pois no final do torneio Celta e Deportivo somavam os mesmo 16 pontos, o campeão foi decidido no número de gols.

#### Um passo frustrado para o profissionalismo
Na temporada 28/29, temporada em que o Celta foi vice-campeão galego (título conquistado pelo Deportivo), foi marcada pela criação da Liga Profesional de Fútbol da Espanha. No início de 1928 os clubes mais importantes do país foram selecionados para participar da Primera División.
O Celta foi negado pela Federación Española de Fútbol, o Vigo foi condenado a participar de um campeonato promocional para preencher uma vaga na mais principal categoria do futebol espanhol. Apesar de atingir as semifinais o Celta foi derrotado pelo Sevilla e teve que se ingressar na recém criada Segunda Divisão.

#### Primeiro título oficial
No ano 2000, o Celta conquista seu primeiro título oficial, a Copa Intertoto da UEFA de 2000, depois de eliminar o FK Pelister por 5-1 no resultado agregado, enfrentou o Aston Villa, eliminando a equipe inglesa, ganhando de 1-0 na ida e 2-1 na volta. Na final enfrentou o Zenit, ganhando de 2-1 na ida, e empatando por 2-2 no jogo de volta, conquistando seu primeiro título oficial. 

## Títulos oficiais
| CONTINENTAIS | CONTINENTAIS                     | CONTINENTAIS | CONTINENTAIS               |
|              | Competição                       | Títulos      | Temporadas                 |
|              | Copa Intertoto da UEFA           | 1            | 2000                       |
| NACIONAIS    | NACIONAIS                        | NACIONAIS    | NACIONAIS                  |
|              | Competição                       | Títulos      | Temporadas                 |
| semmdolura   | Campeonato Espanhol - 2ª Divisão | 3            | 1935-36, 1981-82 e 1991-92 |
| semmdolura   | Campeonato Espanhol - 3ª Divisão | 1            | 1980-81                    |
| semmdolura   | Campeonato Espanhol - 4ª Divisão | 1            | 1930-31                    |
| TOTAL        | TOTAL                            | TOTAL        | TOTAL                      |
|              | Conquistas                       | Títulos      | Categorias                 |
|              | Títulos oficiais                 | 6            | 1 Continental, 5 Nacionais |
| ------------ | -------------------------------- | ------------ | -------------------------- |

## Outros torneios amistosos
| Torneios Amistosos | Torneios Amistosos       | Torneios Amistosos | Torneios Amistosos |
|                    | Competição               | Títulos            | Temporadas |
| ------------------ | ------------------------ | ------------------ | --- |
| Espanha            | Troféu Cidade de Vigo    | 22                 | 1972, 1973, 1975, 1976, 1980, 1984, 1986, 1988, 1991, 1992, 1993, 1994, 1997, 1998, 1999, 2000, 2002, 2005, 2006, 2008, 2009 e 2012 |
| Espanha            | Troféu Memorial Quinocho | 20                 | 1995, 1996, 1998, 1999, 2000, 2001, 2002, 2003, 2004, 2005, 2006, 2007, 2008, 2009, 2011, 2012, 2013, 2014, 2015 e 2016             |
| Espanha            | Troféu Cidade de Zamora  | 1                  | 2008 |
| Espanha            | Troféu Teresa Herrera    | 1                  | 1999 |
| Itália             | Troféu TIM               | 1                  | 2016 |
| Espanha            | Troféu Colombino         | 1                  | 2001 |

## Elenco atual
Última atualização: 18 de outubro de 2024.  

## Uniformes

### 1º Uniforme
| 2020–2021 | 2019–2020 | 2018–2019 | 2017–2018 | 2016–2017 | 2015–2016 | 2014–2015 | 2013–2014 | 2012–2013 | 2011–2012 |

### 2º Uniforme
| 2020–2021 | 2019–2020 | 2018–2019 | 2017–2018 | 2016–2017 | 2015–2016 | 2014–2015 | 2013–2014 | 2012–2013 | 2011–2012 |

### 3º Uniforme
|  |  |  |  |  |  |  |  |  |  |  |  |  |  |  |  |  |  |  |  |  |  |  |  |  |  |  |  |  |  |  |  |  |  |  |  |  |  |  |  |  |  |  |  |  |  |  |  |  |  |  |  |  |  |  |  |  |  |  |  |  |  |  |  |  |  |  |  |  |  |  |  |  |  |  |  |  |  |  |  |  |  |  |  |  |  |  |  |  |  |  |  |  |  |  |  |  |  |  |  |  |  |  |  | 2016–2017 |  |  |  |  |  |  |  |  |  |  |  |  |  |  |  |  |  |  |  |  |  |  |  |  |  |  | 2014–2015 | 2013–2014 |

### Outros
| Especial 2012–2013 |

### Goleiros
2019–2020
| Cores do Time · Cores do Time · Cores do Time · Cores do Time · Cores do Time | Cores do Time · Cores do Time · Cores do Time · Cores do Time · Cores do Time |